# 舊科捷利尼亞
50°6′29″N 28°57′33″E / 50.10806°N 28.95917°E
舊科捷利尼亞（烏克蘭語：Стара Котельня），是烏克蘭北部的村莊，隸屬日托米爾州的日托米爾區。該村面積52.14平方公里，海拔高度206米，2001年人口1,309，人口密度每平方公里25.11人。